# 山田貴志
山田 貴志（やまだ たかし、1974年5月11日 - ）は、岐阜県岐阜市出身の元プロ野球選手（投手）。

## 来歴

### プロ入り前
岐阜市立本荘小学校、岐阜市立本荘中学校を経て東邦高等学校に進学した。東邦高校では在学中に野球部が3度の甲子園出場を果たしているが、2年時の1991年春の選抜大会ではベンチに入れず、夏の甲子園ではベンチ入りするも、背番号15の控え投手だった。3年時の1992年の夏の甲子園ではエースとして、チームをベスト4に導いた。同大会では投球回36イニング1/3、防御率1.24を記録した。
高校卒業後は東北福祉大学に進学し、硬式野球部に入部した。大学時代は1年上にプロ入り後もチームメイトとなる門倉健がおり、同期の小野公誠とバッテリーを組む。大学4年生だった1996年春季の仙台六大学リーグでは7回コールドゲームの参考記録ながら、対宮城教育大学戦で毎イニング12奪三振を記録し、完全試合を達成。リーグ戦では通算13試合に登板し、7勝0敗の成績を残した。また、同年の第27回明治神宮野球大会では決勝戦で川上憲伸、橿渕聡、筒井壮を擁する明治大学に敗れたが、準優勝を果たした。大学時代の公式戦通算成績は13勝1敗。

### プロ野球選手時代
1996年11月21日に開催されたNPBドラフト会議で、中日ドラゴンズから5位指名を受けた。本人は同会議前、地元球団である中日から指名されることを希望していたという。同年12月3日、契約金5000万円+出来高払い3000万円、年俸1000万円で中日と仮契約を締結した。背番号は29に決まり、入団発表にあたっては大学の先輩である門倉に追いつくことを目標として掲げていた。
入団1年目の1997年は、7月27日にナゴヤドームで開催された対読売ジャイアンツ（巨人）戦で一軍（セントラル・リーグ）公式戦初登板を果たした。同年は一軍公式戦で4試合に登板し、投球回6回1/3、0勝0敗、防御率2.84の成績だった。このうち8月2日の対ヤクルトスワローズ戦では最長となる3イニングを投げた。また二軍（ウエスタン・リーグ）では12試合に登板して5勝1敗、1セーブ、投球回41、被安打50、与四死球18、奪三振22、失点19、自責点19、防御率4.17の成績で、翌シーズンの一軍定着が期待された。同年11月14日には年俸960万円（前年比40万円減額）で契約更改した。
しかし2年目の1998年は一軍では2試合に登板したのみで、0勝0敗、打者21、投球回3イニング1/3、被安打9、被本塁打4、奪三振1、与四球1、失点7、自責点7、防御率18.90の成績に終わった。同年は4月21日に出場選手登録され、シーズン初登板となった同日の対ヤクルト4回戦（明治神宮野球場）では大量リードで迎えた9回裏に4番手投手として登板し、1イニングを投げて5打数1被安打1与四球ながら無失点に抑え、チームも14対3で大勝したが、翌22日の対ヤクルト5回戦では先発投手の今中慎二が1回裏に2死を取っただけで7失点を喫して降板したことを受け、2死の場面で2番手投手として登板したものの、この1回だけで1番打者・飯田哲也に3点本塁打、続く2番打者・真中満に1点本塁打、そして6番打者・池山隆寛に3点本塁打を被弾し、チームはこの回だけでNPBタイ記録となる1イニング13失点、NPBワースト記録となる1イニング10連続被安打を記録した。さらに2回には8番打者・度会博文に2号1点本塁打を被弾し、最終的には2回1/3イニングを投げて被本塁打4、自責点7を記録、この大量失点が響いてチームも6対15で大敗した。翌23日付で出場選手登録を抹消され、それ以降は一軍での登板機会はなく、同シーズンの二軍における成績は20試合登板、0完投、0勝0敗、1セーブ、打者166、投球回37イニング1/3、被安打45、被本塁打2、与四球9、与死球3、奪三振18、失点24、自責点15、防御率3.62だった。
同年10月19日に球団から戦力外通告を言い渡され、翌20日付でウェイバー公示、26日付で自由契約選手としての公示がなされた。球団からは台湾プロ野球でプレーする方法も提示されたが、本人は「二年間プロでやり、自分の力もある程度分かった。今後は違った道を歩みたい」と申し出、同年限りで現役を引退した。

## 選手としての特徴・人物
プロ入り時は本格派投手と評され、最高球速143 km/hの速球に加え、本人が「最も自信がある」と語っていたスライダー、シュート、カーブが持ち球とされていた。またプロ入り後には大学の先輩であり、フォークボールを習得して1年目から活躍した門倉と同様、落ちる変化球を習得したいと語っていた。
東北福祉大学時代の監督である伊藤義博からは、マウンド度胸の良い性格を「心臓に毛が生えている」と評されていた。また1998年時点で中日の総合コーチを務めていた福田功からは、かつて西武ライオンズで活躍した東尾修のようなムードがあると評されていた。

## 詳細情報

### 年度別投手成績
| 年 度     | 球 団     | 登 板 | 先 発 | 完 投 | 完 封 | 無 四 球 | 勝 利 | 敗 戦 | セ 丨 ブ | ホ 丨 ル ド | 勝 率 | 打 者 | 投 球 回 | 被 安 打 | 被 本 塁 打 | 与 四 球 | 敬 遠 | 与 死 球 | 奪 三 振 | 暴 投 | ボ 丨 ク | 失 点 | 自 責 点 | 防 御 率 | W H I P |
| --------- | --------- | ----- | ----- | ----- | ----- | -------- | ----- | ----- | -------- | ----------- | ----- | ----- | -------- | -------- | ----------- | -------- | ----- | -------- | -------- | ----- | -------- | ----- | -------- | -------- | ------- |
| 1997      | 中日      | 4     | 0     | 0     | 0     | 0        | 0     | 0     | 0        | --          | ----  | 27    | 6.1      | 7        | 1           | 3        | 0     | 0        | 1        | 0     | 0        | 2     | 2        | 2.84     | 1.58    |
| 1998      | 中日      | 2     | 0     | 0     | 0     | 0        | 0     | 0     | 0        | --          | ----  | 21    | 3.1      | 9        | 4           | 2        | 0     | 0        | 1        | 0     | 0        | 7     | 7        | 18.90    | 3.30    |
| 通算：2年 | 通算：2年 | 6     | 0     | 0     | 0     | 0        | 0     | 0     | 0        | --          | ----  | 48    | 9.2      | 16       | 5           | 5        | 0     | 0        | 2        | 0     | 0        | 9     | 9        | 8.38     | 2.17    |

### 記録
- 初登板：1997年7月27日、対読売ジャイアンツ17回戦（ナゴヤドーム）、9回表に5番手で救援登板・完了、1回無失点
- 初奪三振：1997年8月2日、対ヤクルトスワローズ17回戦（明治神宮野球場）、6回裏に秦真司から

### 背番号
- 29 （1997年 - 1998年）[3][4]